# Edmond Steurs
Edmond Joseph Albert Victor Steurs (Schaarbeek, 5 september 1843 - Givry, 31 oktober 1917) was een Belgisch volksvertegenwoordiger, senator en burgemeester.

## Levensloop
Steurs was een zoon van Jean Steurs en van Albertine De Munter. Hij was getrouwd met Victorine Mathieu en was een broer van senator Armand Steurs.
Hij deed studies aan de landbouwschool van Gembloers, aan de land- en bosbouwacademie in Hohenheim (Württemberg) en aan de universiteit van München. Hij werd brouwer en directeur van de vennootschap Steurs en Compagnie.
In 1887 werd hij liberaal volksvertegenwoordiger voor het arrondissement Bergen en vervulde dit mandaat tot in 1894. In 1900 werd hij senator voor het arrondissement Charleroi en oefende dit mandaat uit tot aan zijn dood.
Op het gemeentelijk vlak was hij:
- schepen van Harmignies (1872-1874),
- burgemeester van Harmignies (1875-1881),
- burgemeester van Givry (1885-1890 en 1904-1917).